# صناعة اللدائن

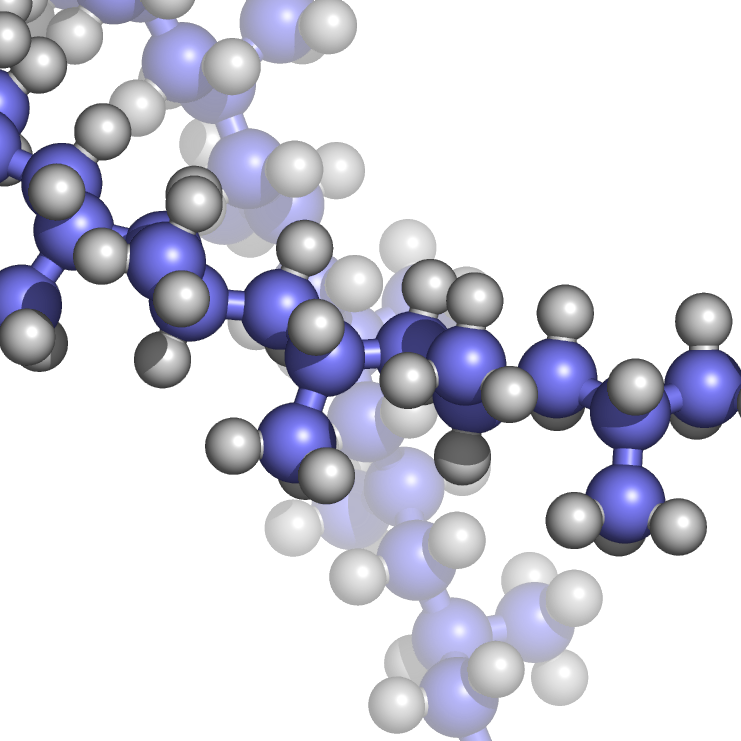
بوليمار

البلاستيك أو ما يعرف باللدائن هي مادة سهلة التشكيل بصور مختلفة تتكون أساساً من سلاسل تدعى البوليميرات. منذ أن عرف العالم الثورة الصناعية، لا تزال المجتمعات تشهد التطور فمن عصر الفحم الحجري إلى عصر الذهب الأسود (النفط)، والذي ساهم في ظهور صناعات جديدة وكثيرة تطورت بمرور الأيام. ظهرت الصناعة البلاستيكية وازدهرت وأصبحت اليوم تحتل الصدارة بالنسبة للصناعات الحالية نظرا لاستخداماتها العديدة في الحياة اليومية وذلك لأنها تدخل في تركيب الأشياء والأدوات المحيطة بنا.
يتم استخلاصها من المواد التالية:
- البترول.
- الغاز الطبيعي .
- الفحم.

## التركيبة
يتركب البلاستيك من الإيثيلين (هو غاز عضوي يتكون جُزيء الواحد من ذرتين من الكربون وأربع ذرات من الهيدروجين، ويرمز له بالصيغة: C2H4)، أحد مشتقات النفط، الذي يستخدم في صناعة البولي إيثيلين، من أشهر أنواع البلاستيك.
لاحتوائه على الكربون الذي يشكل العنصر الفعّال في صناعة البوليمار، و يضاف إليه مواد تكسبه خواص معينة كالليونة والمرونة والشفافية.

## صناعة البلاستيك
تشمل صناعة البلاستيك مرحلة تصنيع البوليميرات فمرحلة تشكيل المنتج النهائي.

### تحضير البوليمار
تقوم مصانع البتروكيماوية بتحويل البترول الخام إلى مونوميرات عن طريق تكسير الروابط. ثم يتم ربط المونوميرات في سلاسل طويلة تدعى البوليمارات ويتم إنجازها في وحدات قياسية.

### تشكيل المنتج النهائي
يتم خلالها تشكيل المنتج النهائي بعد إضافة المواد كالمقويات والمالئات والملدنات والإخضاب لتحسين خواصه ويتضمن تشكيل المنتج عبر 7 عمليات هي:
1. القولبة ← صناعة قالب بالشكل المطلوب للصب أو السبك فيه.
2. السبك أو الصب ← صب المزيج في القالب.
3. البثق ← فك القالب .
4. تلميس أو تشكيل رقائق المصقولة ← ازالة الشوائب.
5. تشكيل الرقائق أو التصفيح ← ألواح تغطية المناضد.
6. الرغوي ← الإسفنج المستعمل في المساند.
7. تشكيل الحراري ← اوعية التعبئة.

#### القولبة
هذه العملية بدورها تنقسم إلي مجموعة من العمليات الأخرى:
- النفخ : تستعمل هذه العملية في صنع قوارير مجوّفة. تتم العملية بإدخال أنبوب من الراتينج المنصهر (باريسون) في قالب ويدفع بهواء مضغوط أو بخار إلى الباريسون الذي يتمدد دافعا الراتينج إلى كل جوانب القالب ويتم إبقاءه حتى يتصلب.
- الحقن : هي أكثر عمليات قولبة البلاستيك الحرارية شيوعا من أهم منتجاتها الهواتف وعجلات السيارات ...إلخ. وتتم العملية بإسقاط أقراص الراتينج من وعاء قمعي إلى القالب المُراد صنعه، وبعد مدة 10 إلى 30 ثانية فقط يتصلّب البلاستيك. ويتم فتح القالب بعد ذلك وإخراج المنتج المتشكل بواسطة مسمار طرد.
- الضغط : هي أكثر عمليات القولبة وتسمّى المتصلدات الحرارية شيوعا. من أهم منتجاتها دعامات السيارات ومقابض الأواني ...إلخ. تتم العملية بضغط على البلاستيك وبعد التكوين يضغط على القالب المستعمل في تشكيل المنتج النهائي.
- القوة الدورانية: من منتجاتها كل شيء مجوّف مثل كرة القدم الأطفال واللعب (الدُمى) ...إلخ. تتم العملية كالتالي:
  - ملئ القالب جزئيا بمسحوق الراتينج.
  - تسخين القالب وكذلك يدار المحرك بسرعة قصوى مشكل قوة الطرد المركزية.
  - تقوم هذه القوة المسماة قوة الراتينج بدفع المنصهر إلى جدران القالب وتبقيها في وضعها حتى تتصلب.

#### السبك أو الصب
هو غير القولبة حيث أنه لا يعتمد فيه على ضغط خارجي لتشكيل البلاستيك، ويقوم المُصنّعون باعتماد هذه الطريقة لتشكيل كل مواد البلاستيك الحرارية وتصلد الحراري وتتم هذه العملية بصب الراتينج المنصهر في قالب وتركه يبرد ويتصلد ومن منتجات هذه العملية : الألواح السميكة والتروس ...إلخ.

#### البثق
وتستعمل هذه العملية لإنتاج الأنابيب والقضبان وأغطية الأسلاك ...إلخ.
وذلك بإدخال جُزيئات صلبة من البلاستيك الحراري الخارجة من إناء مخروطي إلى داخل أسطوانة ساخنة ويدفع واحد أو أكثر من اللوالب الدوّارة حيث تدفع وتنصهر إلى الأمام، ثم تندفع المادة المتشكلة إلى الخارج.

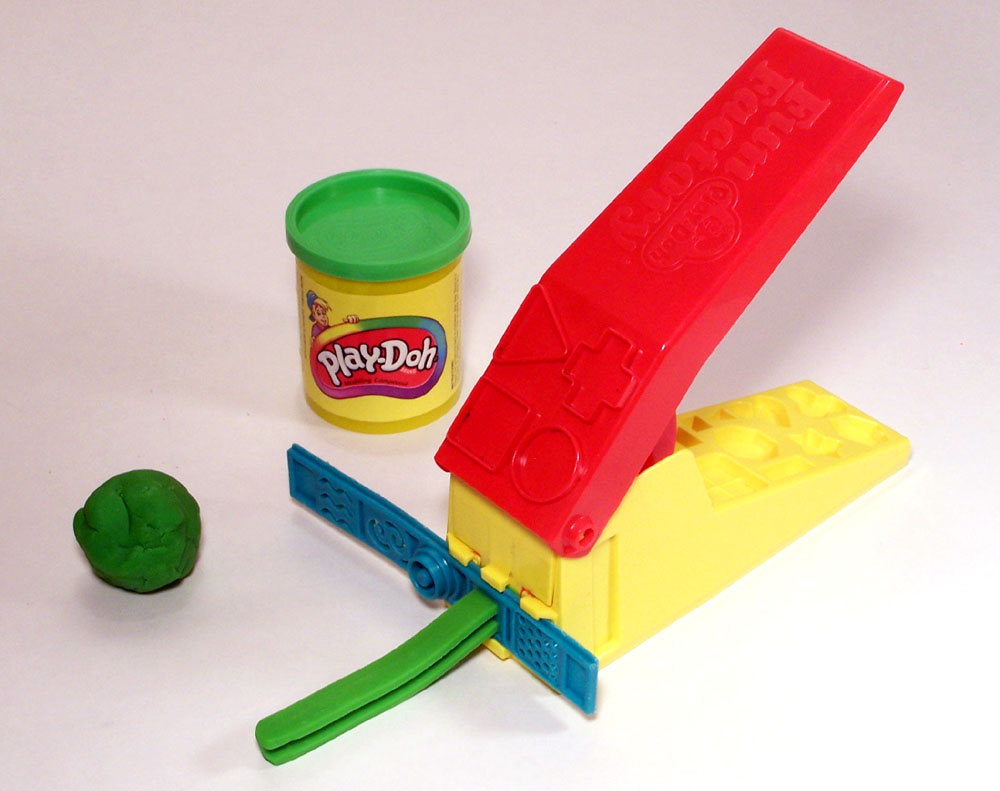
لعبة مصنوعة بعملية البثق

#### التلميس أو تشكيل رقائق المصقولة
وذلك بوضع البلاستيك المنصهر بين زوجين مصقولين من الأسطوانات الساخنة، تنتج عن هذه العملية عناصر مثل: أوراق اللعب المغطّاة بالبلاستيك والأفرشة المستعملة في المناضد، وذلك بعد إضافة ألياف الأوراق أو رقائق من المعدن .

#### تشكيل الرقائق أو التصفيح
وذلك بتلصيق أكداس من الألياف الزجاجية والخشب و الورق وأقمشة ...إلخ.
نقوم بنقع هذه الرقائق في الراتينج، تتم العملية بوضع الواحدة فوق الأخرى ووضعها تحت آلة حيث تقوم هذه الآلة بضغطها حتى يقوم الراتينج بتلصيق الرقائق مع بعضها بقوة الضغط وتنتج عن هذه العملية الخشب المضغوط وألواح تغطية المناضد ...إلخ.

#### التشكيل الرغوي
وهذه من الطرق المتعددة لإنتاج البلاستيك الإسفنجي وكل هذه التقنيات تتضمن إدخال غاز ساخن من راتينج البلاستيك، حيث يتمدد هذا الأخير ويكون فقاعات داخل الراتينج حتى يبرد، ويكون المنتج النهائي عبارة عن بلاستيك إسفنجي خفيف الوزن.
أم من أجل تقوية البلاستيك الإسفنجي فيقوم المصنعون بإضافة الراتينج وتغير الطريقة المستعملة في التصنيع ويكون قويا لاستعماله عازل في المنازل وفي تغليف وتعبئة الوجبات السريعة ويكون لينا لاستعماله في المساند ووسادات الأثاث.

#### التشكيل الحراري
هي العملية الأقل تكلفة من حيث المال بالمقارنة مع العمليات الأخرى .
وتتم بتثبيت رقائق البلاستيك فوق القالب وتسخينها حتى تصبح لينة، ثم تقوم مضخة الهواء بامتصاص الرقائق اللينة إلى الأسفل حتى تُغطّي جميع القالب وهكذا تبرد وتتصلد في أشكال وقوالب مختلفة وأهم منتجاتها أحواض الاستحمام وقواعد الحمامات الرشاشات ...إلخ.

## أهم الدول المصنعة للبلاستيك
تعدّ كل من الولايات المتحدة الأمريكية واليابان من البلدان الرائجة في صناعة البلاستيك في العالم ويعتمد صناعة البلاستيك على الكم الوافر من النفط.
وتنقسم الشركات المصنعة:
- الشركات المجهزة والمعدة للأجهزة البلاستيك
- الشركات المصنعة للراتينجي

يستحب تواجدها في المناطق قريبة من مركز النفط.
- الشركات المنفذة :وتقوم بتحويل الراتينج إلي منتجات.

## أنواع البلاستيك

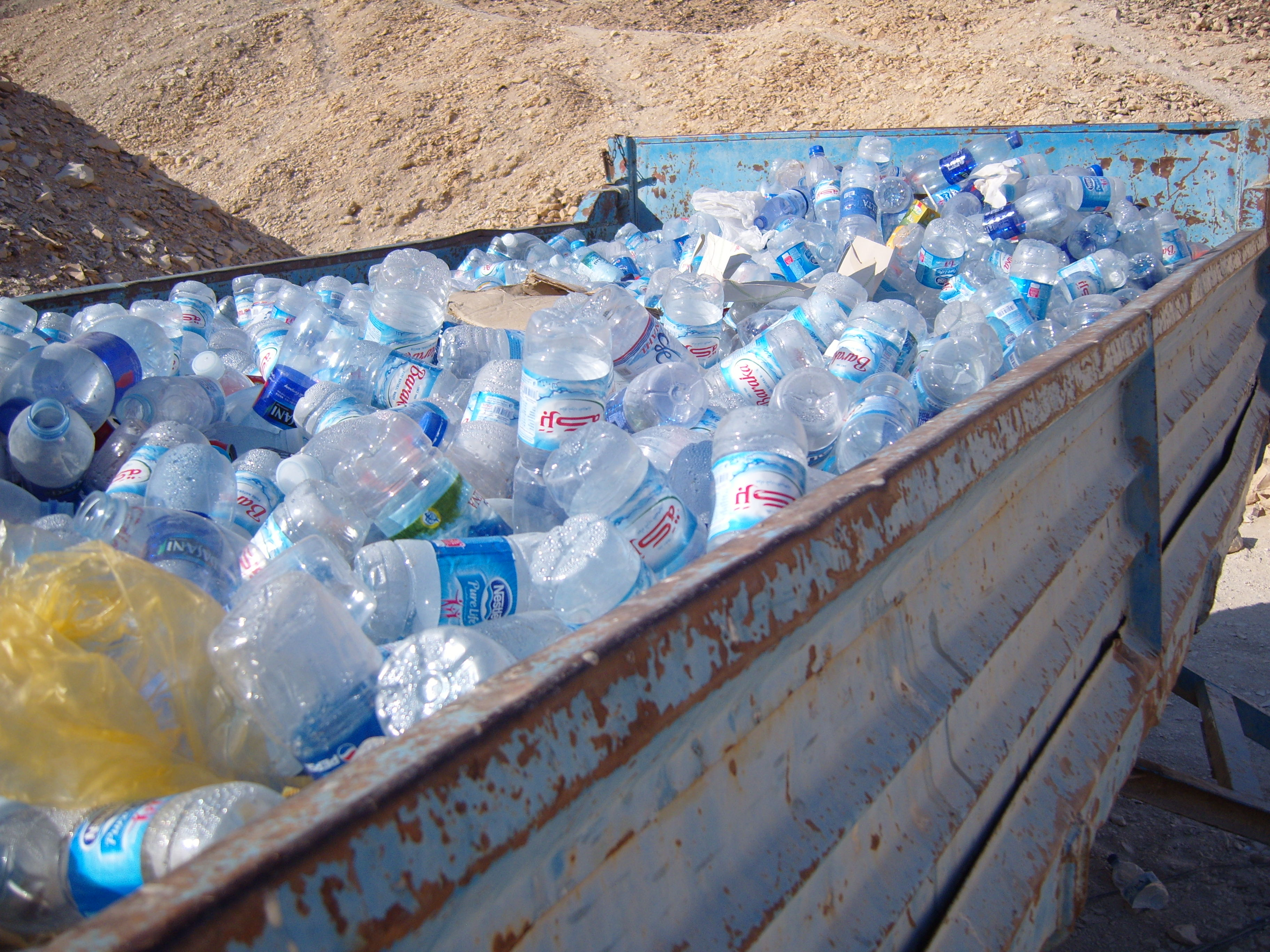
القوارير

### البلاستيك الحراري
وهو الذي يليّن بالحرارة فيغيّر من شكلها وبالتالي يمكن صهره وإعادة تشكيله وهذا النوع هو الأكثر استعمالا من ذلك: الأكياس البلاستيكية، القارورات البلاستيكية ...إلخ.

### البلاستيك اللاحراري
يتحوّل هذا النوع من اللدائن بعد تشكيله إلى مواد غير منصهرة، لا يمكن إعادة تليينها وتشكيلها عند إعادة التسخين، ومن أمثلة عن هذه البوليميرات :راتنجات الفينول وراتنجات اليوريا فورماهيدو يستعمل هذا النوع من البلاستيك في تغليف الأسلاك الكهربائية ومقابض القدور ...إلخ

## طرق صناعة البلاستيك

### التشكيل بالحقن
يتم تسخين البوليمار إلى أن ينصهر ويعطى مصهورا لزجا ثم يقذف المصهور داخل قالب بارد نسبيا ذو تجويف يمثل شكل المنتج النهائي حيث يبرد المصهور داخل القالب، تتميز هذه الطريقة بالسرعة والدقة.
وهناك نوعان من التشكيل بالحقن حسب المعدات المستخدمة:
- تشكيل بالحقن بالكباس.
- التشكيل بالحقن اللولبي.

### طريقة قوالب الحقن
تعدّ الصناعة بواسطة قوالب الحقن من أقدم الصناعات البلاستيكية التي تعرف في معظم الدول:
يمكن تلخيصها في الخطوات التالية:
1-يملأ القادوس بحبيبات الراتنج .
2-يسخن الراتنج إلى الدرجة التي تجعله لينا وقابلا للتدفق.
3-يدفع الراتنج المتدفق خلال الفونية إلى تجويف القالب
4-عندما يبرد القالب فينفصل نصفيه متباعدين.
5-يطرد المنتج النهائي من القالب.
وتعدّ هذه العمليات الخمس من بين العمليات المشهورة في الحقن بالقولبة

### طريقة البثق
تعدّ هذه الطريقة الأنجح في صناعة:
1-الأشكال القياسية كالقضبان والأنابيب والألواح والأشكال ذات المقاطعة الغير عادية.
2-الشرائط المفردة أو المتعددة الطبقات للاستخدام المباشر أو كطبقة تغطية للورق، الملابس أو أي سطح آخر.
3- عمل طبقة حماية وعزل حول الأسلاك والكابلات بالبثق.
وهذه الطريقة قياسية في صناعة الأشكال المختلفة وهذه الطريقة تصلح للمواد الترموبلاستيكية.

## أهم العوامل المؤثرة على خصائص أنواع البلاستيك
يتم التجانس بين المواد المستعملة والتي تعد عبارة عن أنواع مختلفة حيث أن هذا التجانس له عدة عوامل مختلفة تؤثر عليه فمثلا : لأحداث التجانس بين المواد البلاستيكية المستقطبة مثل البولي أسترات والمواد البلاستيكيية غير المستقطبة مثل البولي اثيلين يجب إضافة مواد عديدة منها إضافة مادة; و هي تساعد على زيادة الترابط ;وتسمّى هذه العملية : كنتو بليزي ;تساعد على ربط أطوال البوليميرات مع بعضها البعض.

## المزايا
من مزايا البلاستيك :
- سهولة التشكيل
- عازل للكهرباء
- مقاومة الصدأ والتآكل
- تعدد الألوان الواسعة
- رخص سعره
- إعادة تدويره

## عيوب البلاستيك
- صعوبة الإصلاح وإمكانية إعطاء رائحة غير مرغوب فيها.
- عدم احتمال الحرارة العالية.
- صعوبة التحلل.

## البلاستيك والبيئة

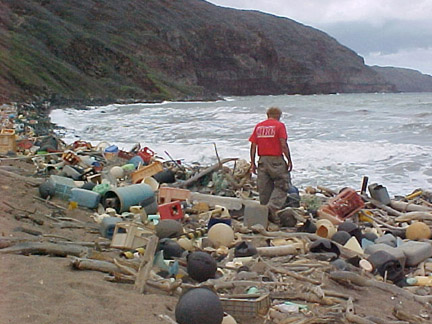
بقايا لم تتحلل

يعرف البلاستيك على أنه منتج صعب التحلل إذ يستغرق ما يقارب 4 قرون من الزمن للتحلل، كما أن حرقه يؤدى إلى انتشار غازات سامة قد تؤثر على صحة الإنسان، ودفنها في الأرض لا يحل المشكلة فنفس المشكلة تنتقل من سطح الأرض إلى باطنه، فوجود البلاستيك في التربة يعنى القضاء على الغطاء النباتي .

## الأثار المترتبة عن عملية التصنيع

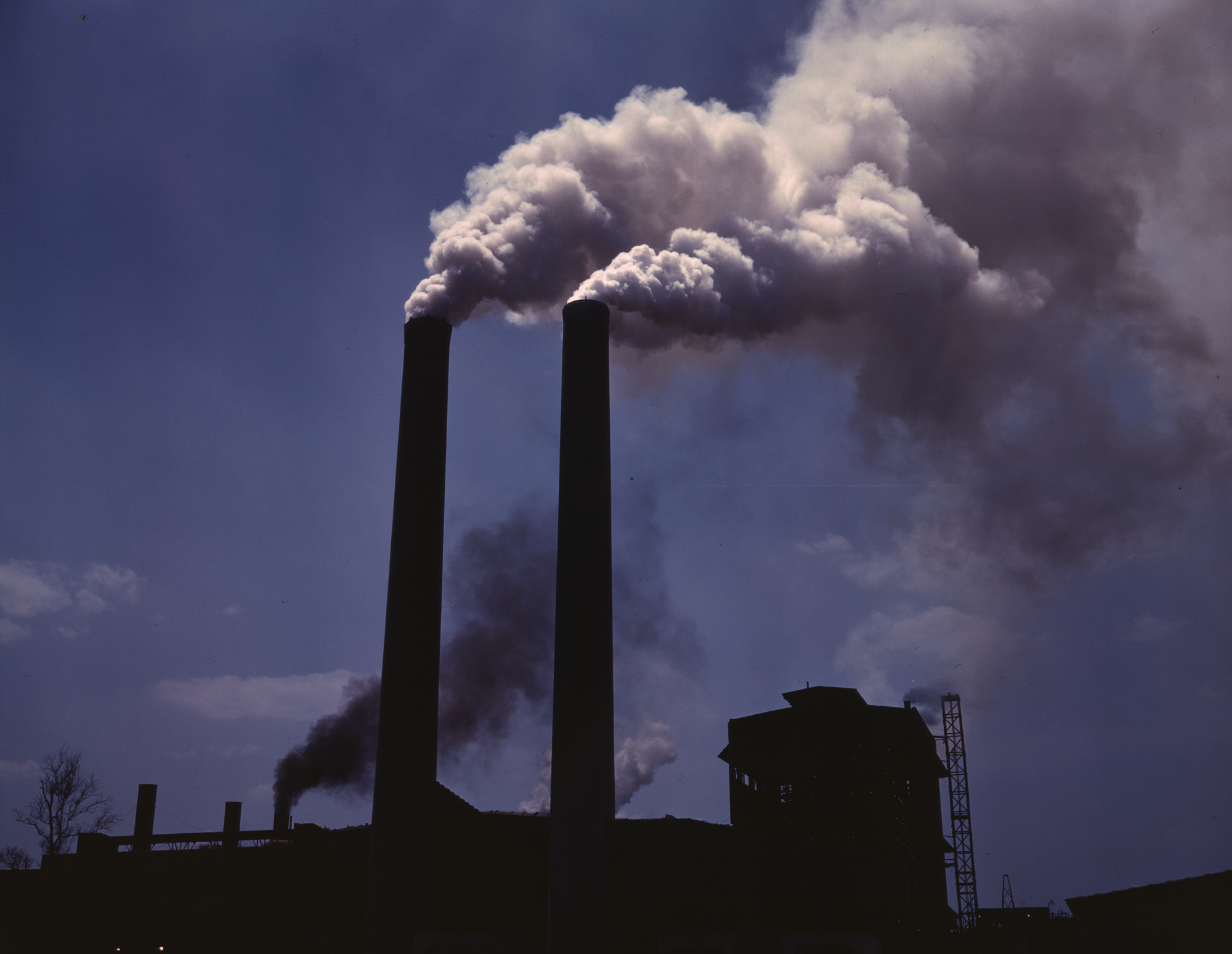
الغازات السامة

- ملايين الأطنان من النفايات الصلبة السامة.
- استعمال محاليل سامة لتسريع الإنتاج.
- الغازات السامة التي تؤثر على العمال والمحيط كغاز البنزين.
- استخدام المعادن الثقيلة لتثبيت الألوان.

## زراعة البلاستيك
لقد قام فريق من الباحثين من جامعة «برديو» من استنساخ جين من أحد النباتات. هذا الجين يحث النباتات على استخدام بعض المركبات والمحافظة عليها من أجل استعمالها كمواد أولية لإنتاج البلاستيك. وباستخدام النباتات لهذا الجين تصبح قادرة على إنتاج وتخزين تلك المركبات دون أن يؤثر هذا على النبات في حد ذاته.
النباتات، الذي سوف يضاف إليها هذا الجين، ستصبح لها القدرة على إنتاج أنواع جديدة من البلاستيك. تتميز بنفس خواص البلاستيك من حيث الشدة والشفافية، غير أن هذا النوع من البلاستيك يختلف عن البلاستيك المصنوع من البترول. إلا أن المشكلة التي تواجه الباحثين هي كيفية حث النبات على إنتاج كمية وفيرة من هذا المركب.